# Salsoul Orchestra
La Salsoul Orchestra è stata una orchestra che  fondeva diversi generi musicali quali musica classica, funk, Philadelphia soul e musica latina, fino ad arrivare alla disco music.

## Storia
La Salsoul Orchestra venne fondata nel 1974 per volontà dell'etichetta discografica Salsoul Records, con l'intento iniziale di promuovere le hit musicali dell'etichetta stessa. I componenti erano circa cinquanta (inclusi diciotto violinisti), ed il direttore era Vincent Montana Jr.; molti dei componenti della Salsoul Orchestra facevano parte anche del gruppo MFSB.
L'attività della Salsoul Orchestra cessò nel 1982.

## Membri
Oltre al direttore ed autore Vincent Montana Jr., i membri della Salsoul Orchestra erano: Erroll Bennett, Albert Barone, Americus Mungliole, Anthony Sinagoga, Bertram Greenspan, Bill O'Brien, Bobby Eli, Bridget Pumpolis Mitten, Buddy Savitt, Bunny Sigler, Carl Helm, Carla Benson, Carlos Martin, Carlton Kent, Charles Apollonia, Charles Collins, Charles Parker, Charles Williams, Christine Reeves, Davis Barnett, Dennis Harris, Dennis Richardson, Diane Barnett, Don Renaldo, Earl Young, Eddie Green, Edward Cascarella, Emilye E. Nicholl, Eric Huff, Evan Solot, Florence Schwartz, Fred Joiner, Fred Linge, George Bell, Gordon Edwards, Gov Hutchinson, Harold Watkins, Helen Kwalwasser, Jack Wilson, James Walker, Jerry Gonzalez, Jimmy DeJulio, Jimmy Williams, Joe De Angelis, John Bonnie, John R. Faith, Johnny Onderlinde, Joseph Bonaccorse, Joseph Cataldo, Julia Ann Barker, Keith Benson, Kim Miller, Lance Elbeck, Larry Gold, Larry Washington, Leonore Walaniuk, Louis Opalesky Jr., Manny Oquendo, Michael Foreman, Milton Phibbs, Norman Harris, Patricia Gott, Peter Quintero, Peter S. Nocella, Phil Hurtt, Ray Armando, Reuben Henderson, Richard Amoroso, Richard Genovese, Richard Jones, Robert Hartzell, Robert Moore, Rocco Bene, Roger DeLillo, Romeo Di Stefano, Ron Baker, Ron Kersey, Ron Tyson, Ronnie James, Rudolph Malizia, Thomas Di Sarlo, TJ Tindall, Victoria Matosich, Vito J. Kasiello, William P. Zaccagni.

## Discografia parziale

### Album
- The Salsoul Orchestra (Salsoul - 1975)
- Nice 'N' Naasty (Salsoul - 1976)
- Christmas Jollies (Salsoul - 1976)
- Magic Journey (Salsoul - 1977)
- Cuchi-Cuchi (Salsoul - 1977)
- Up the Yellow Brick Road (Salsoul - 1978)
- Greatest Disco Hits / Music for Non-Stop... (Salsoul - 1978)
- Street Sense (Salsoul - 1979)
- Christmas Jollies II (Salsoul - 1981)
- Anthology (Salsoul - 1994)
- The Best of the Salsoul Orchestra (Charly - 1999)